# Deniz Baykal
Deniz Baykal (Antalya, 20 de julio de 1938 — Ankara, 11 de febrero de 2023) fue un político turco. Fue el líder del principal partido de la oposición del país, el Partido Republicano del Pueblo.